# Krampen, Rimito
Krampen (finska: Kramppi) är en ö i Finland, utanför Aaslaluoto i Rimito, vid gränsen mellan Erstan och Ominaisfjärden. Det ligger i Skärgårdshavet och i kommunen Nådendal i den ekonomiska regionen  Åbo ekonomiska region i landskapet Egentliga Finland, i den sydvästra delen av landet. Ön ligger omkring 24 kilometer sydväst om Åbo och omkring 160 kilometer väster om Helsingfors.
Öns area är 2,2 kvadratkilometer och dess största längd är 2,9 kilometer i sydväst-nordöstlig riktning. Ön höjer sig omkring 60 meter över havsytan.
Krampen är en stor ö i den inre skärgården, som till största delen har besparats från mänsklig verksamhet. Den erbjuder många olika habitat, med många sydliga arter. Berguv häckar regelbundet på ön. Ett 233,7 hektar stort naturskyddsområde grundades på ön år 2014, omfattande det mesta av ön och ett mindre vattenområde intill den.